# رشید نتوری
رشید نتوری (انگلیسی: Rachid Natouri; ۱۶ فوریهٔ ۱۹۴۶ – ۱۳ مهٔ ۲۰۱۷) بازیکن فوتبال اهل الجزایر بود.
از باشگاه‌هایی که در آن بازی کرده‌است می‌توان به باشگاه فوتبال متس، باشگاه فوتبال تروا، و باشگاه فوتبال آژاکسیو اشاره کرد.
وی همچنین در تیم ملی فوتبال الجزایر بازی کرده‌است.